# 裂腹长蝽属
裂腹长蝽属（学名：Nerthus）为室翅长蝽科的一个属。

## 下属物种
本属包括以下物种：
- Nerthus dudgeoni Distant, 1909
- Nerthus kempi Paiva, 1919
- 台裂腹长蝽 Nerthus taivanicus (Bergroth, 1914)